# Distance SNCF
En mathématiques et plus particulièrement en topologie, la distance SNCF est une distance définie sur le plan complexe. Son nom évoque le groupe ferroviaire français SNCF, en observant que pour voyager en train le plus vite possible entre deux villes de France, il faut toujours passer par Paris. Pour deux points qui ne sont pas alignés avec l'origine (i.e. pas sur la même « ligne de TGV »), la distance est donc définie comme la somme de la distance euclidienne entre le premier point et l'origine (Paris) et de la distance entre l'origine et le deuxième point.
Cette notion de distance peut se généraliser aux espaces vectoriels normés.

## Définition

### Sur le plan
Considérons le plan complexe {\displaystyle \mathbb {C} }. La distance SNCF est alors définie de la manière suivante :
{\displaystyle d(z,w)=\left\{{\begin{array}{l}|z-w|&{\text{si }}z{\text{ et }}w{\text{ sont colinéaires}}\\|z|+|w|&{\text{sinon}}\end{array}}\right.~~~\forall z,w\in \mathbb {C} .}
Deux complexes z et w sont dits colinéaires si et seulement s'il existe un réel a tel que z=aw ou w=az.

### Sur un espace vectoriel normé
La distance SNCF se généralise aisément à un espace vectoriel normé {\displaystyle (E,||\cdot ||)}.
{\displaystyle d(u,v)=\left\{{\begin{array}{l}||u-v||&{\text{si }}u{\text{ et }}v{\text{ sont colinéaires}}\\||u||+||v||&{\text{sinon}}\end{array}}\right.~~~\forall u,v\in E.}

## Propriétés
- Le plan complexe muni de la distance SNCF est un espace géodésique, ce qui signifie que deux complexes z et w peuvent toujours être reliés par un chemin de longueur d(z,w).
- La topologie induite par la distance SNCF sur le plan complexe est strictement plus fine que la topologie usuelle (engendrée par le module complexe). Cela signifie que la topologie induite par la distance SNCF engendre strictement plus d'ouverts.